# Aloe laeta
Aloe laeta es una especie de planta suculenta perteneciente a la familia de los aloes. Es endémica de Madagascar donde crece en lugares secos y roquedales en las provincias de Antananarivo y Fianarantsoa.

## Descripción
Es una planta suculenta con las hojas agrupadas en rosetas basales. Las hojas son carnosas, de color verde azulado con los márgenes dentados.

Aloe laeta es una planta sin tallo o tronco muy corto. El tronco puede alcanzar una longitud de hasta 5 cm y un diámetro de 3,5 centímetros. Las cerca de 24 hojas lanceoladas estrechas forman densas rosetas. Son de color gris azulado,  de hasta 20 cm de largo y 7- 8 cm de ancho. Los márgenes estrechos de las hojas son de color rosa y cartilaginosos. La superficie de las hojas es áspera. Los dientes de color rosa deltoides estrechos y firmes, se encuentran en el margen de la hoja y son de 2 mm de largo. La inflorescencia es generalmente simple, a veces se compone de dos o tres ramas. Alcanza una longitud de 40 a 60 centímetros. Las flores rojas son de 15 milímetros de largo y se estrechan en su base.

## Taxonomía
Aloe laeta fue descrita por A.Berger y publicado en  Das Pflanzenreich 33: 256, en el año 1908.
Sinonimia
- Aloe laeta var. laeta
- Aloe laeta var. maniaensis H.Perrier (1926)[4][2]

Etimología
Aloe: nombre genérico de origen muy incierto: podría ser derivado del griego άλς, άλός (als, alós), "sal" - dando άλόη, ης, ή (aloé, oés) que designaba tanto la planta como su jugo - debido a su sabor, que recuerda el agua del mar. De allí pasó al Latín ălŏē, ēs con la misma aceptación, y que, en sentido figurado, significaba también "amargo". Se ha propuesto también un origen árabe, alloeh, que significa "la sustancia amarga brillante"; pero es más probablemente de origen complejo a través del hébreo: ahal (אהל), frecuentemente citado en textos bíblicos.
laeta: epíteto latino que significa "con flores rojas brillantes!.